# Чаталджа
Чаталджа (тур. Çatalca) — район провинции Стамбул (Турция).

## История
Изначально на этом месте было греческое поселение, которое называлось Эргиске. После образования Османской империи население стало смешанным греко-турецким. В результате Крымской войны в середине XIX века в эти места переселилась часть крымских татар. Во время Первой Балканской войны под Чаталджой проходила Чаталджинская укреплённая линия, на которой 17—19 ноября 1912 года произошло последнее сражение между турецкими и болгарскими войсками.
В 1912 году в районе проживало 54 787 греков, 16 100 мусульман и 2035 евреев. 
До недавнего времени через Чаталджу проходила железнодорожная линия из Константнополя (Стамбула) в Париж, так называемый "Восточный экспресс". На данный момент железная дорога от вокзала Сиркеджи проходит только до аэропорта Ататюрка и используется для туристических и транспортных целей. В самом районе Чаталджа сохранилась только насыпь, пути отсутствуют. 
По окончании Первой Мировой войны, с 1918 по 1923 год в Чаталдже находились части экспедиционного корпуса Франции. В 1920—1921 годах здесь располагались воинские и беженские лагеря Донского казачьего корпуса Русской армии генерала Врангеля: Хадым-Киой, Санджак-Тепе, Чилингир и Кабакджа (калмыки). Чилингир и Хадым-Киой на данный момент являются кварталами Стамбула. В 1921 году в Чилингире существовало русское казачье «холерное» кладбище, где были похоронены более 100 казаков. На данный момент кладбища больше не существует. Чиновниками МИД РФ решается вопрос об установке в районе Хадым-Киой памятника с упоминанием, что в земле Чаталджи покоятся более 100 наших соотечественников, а также, что здесь образовался всемирно известный казачий хор Сергея Жарова.   

## Населённые пункты
- Яссыорен